# Shut It Down (Pitbull)
Shut It Down è un brano hip hop dell'artista e rapper Pitbull pubblicato come quarto singolo dall'album Rebelution. Questo pezzo è caratterizzato da una spicca collaborazione di Akon. Un'altra versione della canzone è stata cantata da  Clinton Sparks e Akon. Il singolo di Pitbull è stato prodotto da Lil Jon. Questa canzone è dotata di un video.

## Classifiche
Shut It Down ha esordito alla Billboard Hot 100 alla posizione numero 85. Successivamente è salito alla posizione 83 e alla terza settimana è salita fino alla posizione 42.
Ha raggiunto la Top 20 di ben cinque paesi.